# ایمی ویلموت
ایمی ویلموت (انگلیسی: Aimee Willmott؛ زادهٔ ۲۶ فوریهٔ ۱۹۹۳) ورزشکار ورزش شنا اهل بریتانیا است.
وی در مسابقات کشوری و بین‌المللی در مجموع برندهٔ ۱ مدال طلا، ۳ مدال نقره و ۳ مدال برنز شده‌است.